# Méhrepedés

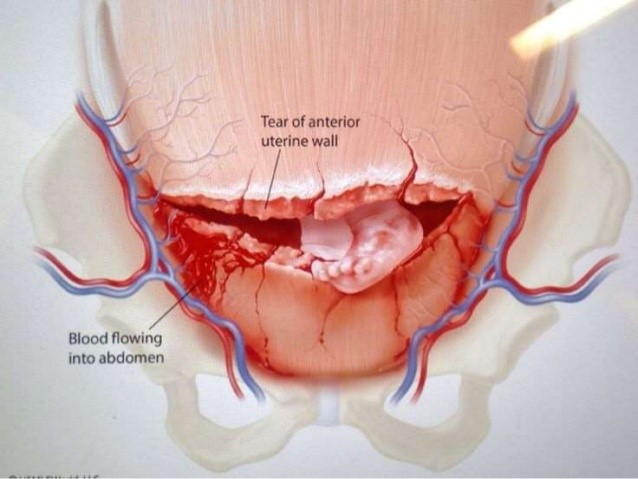

A méhrepedés (ruptura uteri) a terhes méh falának átszakadása, a szülés egyik igen súlyos szövődménye, ami azonnali műtéti beavatkozást igényel.
A méhrepedés során a méhizomzati réteg (myometrium) integritása sérül. Ha a repedés nem teljes, a hashártya (peritoneum) ép marad. A teljes méhrepedésnél a méh tartalma a hasüregbe vagy a széles méhszalagba (ligamentum latum uteri) ürülhet, ami az anyára és a magzatra egyaránt életveszélyes.
A méhrepedés jellemzően a szülés korai szakaszában alakul ki, de a terhesség késői szakaszában is előfordulhat. Kockázati tényező lehet a korábbi császármetszésből megmaradt, a méhen lévő heg. Egyéb, a méh teljes felnyitását igénylő sebészeti beavatkozások (pl. miomektómia), diszfunkciós szülés, a szülés felgyorsítására adott oxitocin vagy prosztaglandinok, a szülési események nagy száma szintén rizikófaktorok lehetnek. 2006-ban egy kockázati tényezőktől mentes, első szülésnél fordult elő méhrepedés, ez rendkívül ritka.
A ruptúra tünetei kezdetben nehezen ismerhetők fel. A régi császármetszésből megmaradt heg szétválhat (dehiszcencia), a szülés folyamán az anya hasi fájdalmat és vaginális vérzést tapasztalhat. Gyakran a magzati szívverés lelassulása is figyelmeztető jel lehet. A hasűri vérzés hipovolémiás sokkhoz (a túlzott vérveszteség kiváltotta sokk) és halálhoz vezethet.
A méhrepedés kezelésekor sürgősségi vizsgáló hasmetszést (laparotómiát) végeznek folyadék és vér transzfúziója mellett, a magzatot császármetszéssel segítik a világra. A ruptúra súlyosságától és a páciens állapotától függően a méhet összevarrják vagy teljesen eltávolítják (hiszterektómia).

## A Pallas szövege
A gátrepedésnek, a hüvely beszakadásának, a méh átdörzsölésének vagy épp a méhnyak fölhasadásának a nyomás folytán nincsen akkora jelentősége, mint a méhrepedésnek, ami a szülés közben felléphető legsúlyosabb sérülések egyike. A méhrepedés nagy veszélyt jelenthet a megszületendő gyermekre, de ebben az esetben az anya van a legnagyobb veszélyben. 
A méhrepedést szülési akadályok hozzák létre, amelyek a méhnyak  túlságos kitágulását okozzák oly módon, hogy a magzat beleszorul ezekbe az akadályokba és ennek következtében nem jut ki a hüvelyen keresztül. A méh nyaki része a méhrepedéskor papírvékonyságúvá válik, ezzel szemben a méh testének erős izomzata vastag tömeggé húzódik össze, sipkaszerűen ül a kitágult nyaki rész fölött. Üregében még megtalálható a magzat kisebbik fele. A  nagyobbik fele pedig a repedésig kifeszített nyakcsatorna-részletben fekszik. Néhány szülési akadály, amely  méhrepedéshez vezethet: a magzat ferde fekvése, elöl fekvő beszorult vállal, a vízfejű magzat, a szűk medence, illetve a méhszáj heges szűkülete. A méhrepedés a szülési fájdalom közepette történik; iránya a legtöbbször egy kissé ferdén hosszirányú, ritkábban előfordul, hogy vízszintes és olyan kiterjedésű is lehet, hogy a méh a hüvelytől leszakad. Ha a magzat a hasüregbe kerül és a hashártya is átszakad, akkor beszélünk áthatoló méhrepedésről. 
A méhrepedésnek két fajtája lehetséges: az egyik amikor magától jön létre a méhrepedés, a másik pedig amikor valami más külső ok vagy hatás idézi elő.  Elhanyagolt vállfekvés esetében a méhrepedést előidézheti az orvos keze, amikor a magzatot lábra fordítja megszülettetés céljából. Ennek a sérülésnek lehet fő tünete a vajúdás rendellenes fájdalmassága és szünet nélküli volta. Ha már  bekövetkezett a  repedés, akkor azt megállapíthatjuk abból, hogy a fájások hirtelen és teljes mértékben megszűnnek, amihez még hozzájárulnak a külső és belső vérzés jelei: a terhes nő elájul, a méh mellett kitapintható egy második daganat, a hasüregbe 
kikerült magzat. A gyermek elhal, vérkeringési zavar következtében megfullad. Az anya is  életveszélyben van. Gyors orvosi segítség (hasmetszés vagy a gyermek megszülettetése után a vérzés csillapítása töméssel) ritka esetekben megmentheti.

## Fordítás
- Ez a szócikk részben vagy egészben a Uterine_rupture című angol Wikipédia-szócikk ezen változatának fordításán alapul.  Az eredeti cikk szerkesztőit annak laptörténete sorolja fel. Ez a jelzés csupán a megfogalmazás eredetét és a szerzői jogokat jelzi, nem szolgál a cikkben szereplő információk forrásmegjelöléseként.